# Alejandro Camacho
Alejandro Camacho Pastrana (Cidade do México, 11 de julho de 1954) é um ator mexicano.

## Biografia
Estudou até o segundo ano na Faculdade de Filosofia e Letras, enquanto se preparava para ser um ator de teatro universitário. Em 1977, conquistou uma bolsa de estudos, depois de sua performance em The Maids, trabalho que deu chance a Salvador Garcini. Graças à bolsa, estudou em Nova York, ganhando mais experiência na área, uma vez que tinha a sua presença em outros trabalhos, como: Sueño de una noche de Verano, Ei Rei Lear, Zaratustra, Golem, Caligula, Sabaoth, Las Criadas, Una luz sobre la cama, Luv, Víctima del amor, Muerte súbita, Corona de sangre, la Declaración, El Sexo opuesto, Drácula, entre outros. Devido a sua atuação em Espetáculo de terror em 1993, Camacho ganhou o prêmio de melhor ator, o trabalho foi baseado em uma história de Edgar Allan Poe, também fez trabalhos na Espanha recebendo o prêmio Sócrates com o papel Adolfo Marsillac.
Ele se dedicou a seguir a carreira fazendo filmes, trabalhou com diretores como: Miguel Littin, Arturo Ripstein, Felipe Cazals, Gonzalo Martinez, Alfredo Gurrola e Raul Araiza. Seu desempenho veio do México conseguindo seguir a carreira de ator internacional, participando de produções americanas e britânicas. Ganhou o prêmio Deusa da Plata por sua atuação em Bajo la Metralia.
Camacho também é produtor, e produziu Aqui Espantán e El tesoro de Clotilde. Em 1999, a Associação Jornalistas de Teatro, premiou Camacho com o prêmio Ignácio Lopez Tarso por sua obra Drácula e no mesmo ano  novamente foi premiado mas dessa vez o prêmio foi Manolo Fabregas. Em 2002 atuou com as atrizes Ana Ciochetti e Blanca Sánchez em Pecado em la isla de las Cabras e logo atuou no filme La Mano del Zurdo.
Camacho participou de várias telenovelas, em 2012 atuou na novela Abismo de pasión de Angelli Nesma Medina interpretando ao lado de Angelique Boyer, David Zepeda, Sabine Moussier e Blanca Guerra e em 2014 atuou na novela Yo no creo en los hombres.
Em julho de 2016 assinou contrato com a TV Azteca.
Em 2020 ele trabalha com a produtora Giselle González na telenovela Imperio de mentiras, interpretando 'Eugenio', tio da protagonista 'Elisa' vivida por Angelique Boyer.

## Vida Pessoal
Camacho teve um breve relacionamento com a atriz Bárbara Guillen, com quem teve uma filha a atriz Francesca Guillén, hoje pai e filha mantém um relacionamento amistoso depois da época em que ambos haviam cancelado qualquer vínculo de comunicação.
Em 1986 Camacho se casou com a atriz Rebecca Jones, com quem estrelou em muitas telenovelas e juntos atuaram em produções, o casal tiveram um filho Maximiliano Camacho Jones que hoje é músico. O casal manteve o relacionamento por 20 anos, e se separou em 2011.

## Carreira

### Telenovelas
- Minas de pasión (2023) .... Julián Sánchez "El Tigre"
- Imperio de mentiras (2020-2021) .... Eugenio Serrano
- Falsa identidad (2018) .... Augusto Orozco Quiroz
- La hija pródiga (2017-2018) .... Rogelio Montejo
- La fiscal de hierro (2017) ....  Diego Trujillo
- Yo no creo en los hombres (2014) .... Claudio Bustamante
- Abismo de pasión (2012) .... Augusto Castañón
- Para volver a amar (2010-2011) .... Braulio Longoria
- Alma de hierro (2008) .... José Antonio Hierro Ramírez
- El alma herida (2003).... Salvador Granados
- Bajo la misma piel (2003) .... Bruno Murillo Valdez
- Tres mujeres (1999-2000) .... Salvador Ortega
- Amor Gitano (1999) .... Rodolfo Farnesio
- Mi pequeña traviesa (1997-1998) .... Dr. Raúl
- La sombra del otro (1996) .... Iván Lavarta
- Imperio de cristal (1994-1995) .... Augusto Lombardo
- La sonrisa del diablo (1992) .... Homem misterioso
- Muchachitas (1991-1992) .... Federico Cantú
- El extraño retorno de Diana Salazar (1988-1989) .... Dr. Omar Santelmo
- Cuna de lobos (1986-1987) .... Alejandro Larios Creel
- El ángel caído (1985) .... Roberto Florescano
- Angélica (1985)  .... Guillermo
- La traición (1984) .... Absalon
- Cuando los hijos se van (1983)  .... Ignacio
- Vanessa (1982) .... Juan Reyes
- Juegos del destino (1981) .... Álvaro
- Soledad (1981)

### Produtor
- Huracán (1997-1998)
- O tesouro de Clotilde (1994)
- Aqui espantan! (1993)

### Cinema
- La mano del zurdo (2002)
- Pecado em la isla de las Cabras (2002)
- Guerrero negro (1993)
- El Maleficio II (1986)
- El Tres de copas (1986)
- Forajidos en la mira (1985)
- El Hombre de la mandolina (1985)
- Los Renglones torcidos de Dios (1982)
- High Risk (1981)
- En la tormenta (1980)

### Teatro
- Las criadas (1977)
- Drácula
- El curioso incidente del perro a medianoche
- Las empregadas (2016)

### Séries de Tv
- Capadocia (2008) - José Burlan
- Case-se comigo, meu amor (2013)